# 조 라이트
조 라이트(Joe Wright, 1972년 8월 25일 ~ )는 잉글랜드의 영화 감독이다.

## 작품 목록

### 연출
- 오만과 편견 (2005)
- 어톤먼트 (2007)
- 솔로이스트 (2009)
- 한나 (2011)
- 안나 카레니나 (2012)
- 팬 (2015)
- 다키스트 아워 (2017)
- 우먼 인 윈도 (2021)
- 시라노 (2021)